# Neocompsa macrotricha
Neocompsa macrotricha là một loài bọ cánh cứng trong họ Cerambycidae.